# Pierre Bürcher

Bischofswappen von Pierre Bürcher

Pierre Bürcher, auch Peter oder isländisch Pétur Bürcher (* 20. Dezember 1945 in Fiesch, Kanton Wallis, Schweiz), ist ein römisch-katholischer Geistlicher und emeritierter Bischof von Reykjavík. Vom 20. Mai 2019 bis zum 19. März 2021 war Bürcher Apostolischer Administrator des Bistums Chur.

## Leben
Peter Bürcher wuchs in Fiesch und Fieschertal auf und besuchte die Primarschule in Nyon. Danach ging er auf das Gymnasium Collège St-Louis in Genf und anschließend 1964 bis 1966 auf das Lyzeum Stiftsschule Einsiedeln, wo er die Matura Typus A erwarb. Von 1966 bis 1971 besuchte er das Priesterseminar und absolvierte ein Theologiestudium an der Universität Freiburg. Er schloss 1971 mit dem Lizenziat in Theologie ab.
Am 27. März 1971 empfing er die Priesterweihe in Genf. Von 1971 bis 1977 war Bürcher Vikar in Freiburg, er war Mitglied der Diözesansynode von 1972 bis 1975. 1977 bis 1980 war er Vikar in Lausanne. Von 1980 bis 1989 war er Pfarrer der Pfarrei St. Jean in Vevey und Dekan des Dekanats St. Martin von 1985 bis 1989. 1989 bis 1990 arbeitete er am Priesterseminar in Freiburg und am Institut IFEC in Paris. Von 1990 bis 1994 war er Regens des Priesterseminars Freiburg.
Am 2. Februar 1994 ernannte ihn Papst Johannes Paul II. zum Titularbischof von Maximiana in Byzacena und zum Weihbischof im Bistum Lausanne, Genf und Freiburg. Die Bischofsweihe spendete ihm Bischof Pierre Mamie am 12. März desselben Jahres in der Kathedrale Sankt Nikolaus in Freiburg im Üechtland; Mitkonsekratoren waren der Bischof von Sitten, Henri Kardinal Schwery und Gabriel Bullet, emeritierter Weihbischof in Lausanne, Genf und Freiburg.
Am 28. August 2001 wurde Bürcher durch den Heiligen Stuhl als Generalpräsident der Catholica Unio Internationalis bestellt und am 14. Juni 2004 von Papst Johannes Paul II. zum Mitglied der Kongregation für die Ostkirchen ernannt. Papst Benedikt XVI. ernannte ihn am 30. Oktober 2007 zum Bischof von Reykjavík. Papst Franziskus nahm sein vor Erreichen der Altersgrenze eingereichtes Rücktrittsgesuch am 18. September 2015 an. Vom Mai 2019 bis März 2021 war Bürcher Apostolischer Administrator des Bistums Chur.
Bürcher ist Konventualkaplan der Helvetischen Assoziation des Malteserordens.